# 最后在世的历史事件见证者列表
本表记录那些最后在世的重大歷史事件的參與/见证者之名（如曼哈頓計劃中的科學家）。
  代表此人尚且在世

## 1961年–1999年
| 姓名                               | 去世                   | 备注 | 事发日期       |
| ---------------------------------- | ---------------------- | --- | -------------- |
| 查爾斯·羅伯茨·斯瓦爾特             | 1982年7月16日（87歲）  | 最後一位南非總督。 | 1961年4月30日  |
| Antonio Imbert Barrera             | 2016年5月31日（95歲）  | 最後一位參與刺殺拉斐爾·特魯希略。 | 1961年5月30日  |
| Millito Navarro                    | 2011年4月30日（105歲） | 最後一位在美國黑人聯盟打球的球員。                                                                                                   | 1962年8月26日  |
| 泰德·索倫森                        | 2010年10月31日（82歲） | 古巴飛彈危機期間，最後一位EXCOMM成員。                                                                                               | 1962年10月28日 |
| Ken Weller                         | 2021年1月25日（85歲）  | 最後一位和平間諜成員。 | 1963年4月      |
| 約翰·葛倫                          | 2016年12月8日（95歲）  | 最後一位參與水星計畫和水星计划七人的太空人。                                                                                         | 1963年5月16日  |
| 范倫蒂娜·佛拉迪米羅芙娜·泰勒斯可娃 | 在世(88歲)             | 最後一位參與東方計劃的太空人。 | 1963年6月19日  |
| Audrey Nell Edwards                | 在世(74-75歲)          | 最後一位參與聖奧古斯丁運動的成員。                                                                                                   | 1963年7月18日  |
| Bob Welch                          | 在世(96歲)             | 最後一位參與1963年火車大劫案。 | 1963年8月8日   |
| 約翰·路易斯                        | 2020年7月17日（80歲）  | 向華盛頓進軍的最後演說者和Big Six的最後一位成員。                                                                                    | 1963年8月28日  |
| Thomas Edwin Blanton Jr.           | 2020年6月26日（82歲）  | 16th Street Baptist Church bombing的最後犯人。                                                                                       | 1963年9月15日  |
| 納姆迪·阿齊基韋                    | 1996年5月11日（91歲）  | 最後一位奈及利亞總督。 | 1963年10月1日  |
| Clint Hill                         | 在世(93歲)             | 甘迺迪遇刺案後最後一位搭乘SS-100-X的乘客。                                                                                           | 1963年11月22日 |
| Albert H. Crews                    | 在世(96歲)             | X-20試驗機計畫的最後一位太空人。 | 1963年12月10日 |
| 詹姆斯·拉姆斯登                    | 2020年3月29日（96歲）  | 最後一位陸軍大臣。 | 1964年4月1日   |
| Andrew Mlangeni                    | 2020年7月21日（95歲）  | 最後一位參與利沃尼亞審判。 | 1964年6月12日  |
| Birch Bayh                         | 2019年3月14日（91歲）  | 最後一位在美國參議院投票贊成1964年民權法案。                                                                                         | 1964年6月19日  |
| 傑拉德·福特                        | 2006年12月26日（93歲） | 最後一位華倫委員會成員。 | 1964年9月24日  |
| Suhardiman                         | 2015年12月13日（90歲） | 最後一位簽屬專業集團黨宣言。 | 1964年10月20日 |
| 阿列克謝·列昂諾夫                  | 2019年10月11日（85歲） | 最後一位參與日出計劃。 | 1965年3月19日  |
| Max William Fine                   | 2019年4月19日（92歲）  | 在約翰·甘迺迪的Task Force on Health and Social Security for the American People的最後倖存者。                                        | 1965年7月30日  |
| 阿爾貝托·莫拉維亞                  | 1990年9月26日（82歲）  | 最後一位在禁書目錄中的作家。 | 1966年6月14日  |
| Waldemar Levy Cardoso              | 2009年5月13日（108歲） | 最後一位巴西元帥。 | 1967年         |
| Alexei Romanoff                    | 在世(85-86歲)          | 最後一位參與1967 civil demonstration at the Black Cat Tavern。                                                                       | 1967年2月11日  |
| Artati Marzuki-Sudirdjo            | 2011年6月15日（90歲）  | 最後一位蘇卡諾政權的部長。 | 1967年3月12日  |
| Stylianos Pattakos                 | 2016年10月8日（103歲） | 最後一位1967 Greek coup d'état and subsequent military junta的領導者。                                                               | 1967年4月21日  |
| James A. Abrahamson                | 在世(91歲)             | Manned Orbiting Laboratory Group 3的最後一位太空人。                                                                                 | 1967年6月30日  |
| Fred R. Harris                     | 在世(94歲)             | 最後一位克納委員會成員。 | 1968年2月29日  |
| 瓦爾特·康尼翰                      | 在世(93歲)             | 阿波羅7號的最後一位機組成員。 | 1968年10月22日 |
| 約瑟夫·恩格                        | 在世(92歲)             | 最後一位X-15試驗機的飛行員。 | 1968年10月24日 |
| Ralph Leonard Starkey              | 2019年2月2日（91歲）   | 法明敦礦難的最後倖存者。 | 1968年11月20日 |
| 托馬斯·斯塔福德                    | 在世(94歲)             | 阿波羅10號的最後一位機組成員。 | 1969年3月26日  |
| 伯茲·艾德林                        | 在世(95歲)             | 阿波羅11號的最後一位機組成員。 | 1969年7月24日  |
| 艾倫·賓                            | 2018年5月26日（86歲）  | 阿波羅12號的最後一位機組成員。 | 1969年11月24日 |
| Joe DeRita                         | 1993年7月3日（83歲）   | 三個臭皮匠的最後成員。 | 1970年2月5日   |
| Richard Schultz                    | 在世(83-84歲)          | 在芝加哥七人案審判的雙方中，最後一位律師。                                                                                           | 1970年2月18日  |
| 法里曼·馬馬迪·辛加特               | 1977年5月19日（64歲）  | 最後一位甘比亞總督。 | 1970年4月24日  |
| 詹姆斯·克羅斯                      | 2021年1月6日（99歲）   | 最後一位在十月危機中被魁北克解放陣線綁架的受害者。                                                                                   | 1970年12月28日 |
| Jacques Rose                       | 在世(78歲)             | 十月危機的最後一位犯罪者。 | 1970年12月28日 |
| 艾德加·米切爾                      | 2016年2月4日（85歲）   | 阿波羅14號的最後一位機組成員。 | 1971年2月9日   |
| 大衛·史考特                        | 在世(92歲)             | 阿波羅15號的最後一位機組成員。 | 1971年8月7日   |
| 努鲁勒·阿明                        | 1974年10月2日（81歲）  | 最後一位同時擔任東、西巴基斯坦的巴基斯坦總理。                                                                                       | 1971年12月16日 |
| 威廉·高伯拉瓦                      | 1981年1月31日（84歲）  | 最後一位錫蘭總督。 | 1972年5月22日  |
| G. Gordon Liddy                    | 2021年3月30日（90歲）  | 原始水門七事件中的最後一位成員。 | 1972年6月17日  |
| 愛德華·伯納德·拉陳斯基             | 1993年7月30日（101歲） | 最後一位Rada Trzech成員。 | 1972年7月8日   |
| Ernest Hendon                      | 2004年1月16日（96歲）  | 塔斯基吉梅毒試驗的最後倖存者。 | 1972年11月     |
| 哈里遜·舒密特                      | 在世(89歲)             | 阿波羅17號的最後一位機組成員。 | 1972年12月19日 |
| Holly Woodlawn                     | 2015年12月6日（69歲）  | 最後一位沃荷的超級巨星。 | 1973年         |
| 伊達姆·哈立德                      | 2010年7月11日（88歲）  | 最後一位簽屬United Development Party宣言。                                                                                           | 1973年1月5日   |
| Sabam Sirait                       | 2021年9月29日（84歲）  | 最後一位簽屬Indonesian Democratic Party宣言。                                                                                        | 1973年1月11日  |
| 康斯坦丁二世                       | 2023年1月10日（82歲）  | 最後一位希臘君主。 | 1973年6月1日   |
| 約瑟夫·科文                        | 在世(93歲)             | 天空實驗室2號的最後一位機組成員,第一位參與太空實驗室計劃的載人任務。                                                                 | 1973年6月22日  |
| 傑克·洛斯馬                        | 在世(89歲)             | 天空實驗室3號的最後一位機組成員。 | 1973年9月25日  |
| William Ruckelshaus                | 2019年11月27日（87歲） | 最後一位涉入星期六之夜大屠殺的政府官員。                                                                                             | 1973年10月20日 |
| 愛德華·吉布森                      | 在世(88歲)             | 天空實驗室4號的最後一位機組成員,最後一位參與太空實驗室計劃的載人任務。                                                               | 1974年2月8日   |
| Gordon C. Strachan                 | 在世(81歲)             | 第二批水門七事件中的最後一位成員。                                                                                                   | 1974年3月1日   |
| Lowell Weicker                     | 在世(93歲)             | 最後一位美國參議院水門事件委員會成員。                                                                                               | 1974年6月27日  |
| 隆納·雷根                          | 2004年6月5日（93歲）   | 最後一位洛克菲勒委員會成員。 | 1975年         |
| 阮文紹                             | 2001年9月29日（78歲）  | 最後一位越南共和國總統。 | 1975年4月30日  |
| 坎代·西潘敦                        | 在世(101歲)            | 越南戰爭中，最後一位巴特寮領導人。                                                                                                   | 1975年4月30日  |
| Fernando Suárez González           | 在世(91歲)             | 法蘭西斯科·佛朗哥政權的最後一位部長。                                                                                                | 1975年11月20日 |
| José Alberty Correia               | 2011年6月9日（94歲）   | 最後一位葡屬帝汶總督 | 1975年11月28日 |
| 西薩旺·瓦達納                      | 1978年5月13日（70歲）  | 最後一位寮國君主 | 1975年12月2日  |
| Gary Hart                          | 在世(88歲)             | 最後一位丘奇委員會成員。 | 1976年4月      |
| 孫德勝                             | 1980年3月30日（91歲）  | 最後一位北越國家主席。 | 1976年7月2日   |
| 姚文元                             | 2005年12月23日（74歲） | 最後一位四人幫成員。 | 1976年10月6日  |
| Douglas MacDiarmid                 | 2020年8月26日（97歲）  | 最後一位The Group成員。 | 1977年         |
| 奧利·瓊斯頓                        | 2008年4月14日（95歲）  | 最後一位華特·迪士尼的九大元老 | 1977年6月22日  |
| 本篤十六世                         | 2022年12月31日（95歲） | 教皇保祿六世创建的最后一位在世红衣主教。                                                                                             | 1977年6月27日  |
| 本篤十六世                         | 2022年12月31日（95歲） | 最后一位同时参与1978年教皇秘密会议。这种不寻常的情况使1978年成为“三教皇年”，保祿六世结束，若望保祿一世，若望保祿二世在那个夏秋开始。 | 1978年10月16日 |
| Larry Newman                       | 2010年12月20日（63歲） | Double Eagle II的最後一位機組成員。                                                                                                  | 1978年8月17日  |
| 喬森潘                             | 在世(93歲)             | 紅色高棉的最後一位高級幹部。 | 1979年1月7日   |
| 穆罕默德-李查·巴勒維               | 1980年7月27日（60歲）  | 最後一位伊朗君主。 | 1979年2月11日  |
| Walter Philip Leber                | 2009年8月3日（90歲）   | 最後一位巴拿馬運河區總督。 | 1979年9月30日  |
| Luz Isabel Cuevas                  | 2014年5月6日（91歲）   | 暗殺薩爾瓦多主教奧斯卡·羅梅羅的最後一位證人。                                                                                        | 1980年3月24日  |
| Angeline Nanni                     | 2019年8月27日（101歲） | 最後一位維諾那計劃成員。 | 1980年10月1日  |
| 羅伯特·克里彭                      | 在世(87歲)             | STS-1的最後一位機組成,第一位飛行於美國太空梭計劃。                                                                                   | 1981年4月14日  |
| Hedwig Michel                      | 1982年8月5日（90歲）   | 最後一位Koreshan Unity成員。 | 1982年8月5日   |
| 米哈伊爾·戈巴契夫                  | 2022年8月30日（91歲）  | 列昂尼德·布里茲涅夫時期的最後一位蘇聯共產黨中央政治局成員。                                                                          | 1982年11月10日 |
| 米哈伊爾·戈巴契夫                  | 2022年8月30日（91歲）  | 最後一位蘇聯國家元首。 | 1991年12月25日 |
| Brian Willson                      | 在世(83歲)             | 最後一位參與反對Veterans Fast For Life。                                                                                             | 1986年10月17日 |
| 卡雷爾·烏爾班內克                  | 在世(84歲)             | 最後一位捷克斯洛伐克共產黨的總書記。                                                                                                 | 1989年12月20日 |
| 愛德華·巴比烏赫                    | 2021年2月2日（93歲）   | 最後一位波蘭人民共和國的總理。 | 1989年12月31日 |
| 斯坦尼斯瓦夫·卡尼亞                | 2020年3月3日（92歲）   | 最後一位波蘭統一工人黨中央委員會第一書記。                                                                                           | 1990年1月29日  |
| 亞歷山大·利洛夫                    | 2013年7月20日（79歲）  | 最後一位保加利亞共產黨主席。 | 1990年4月3日   |
| 埃貢·克倫茲                        | 在世(88歲)             | 最後一位德國統一社會黨總書記。 | 1990年4月5日   |
| 德米特里·季莫費耶維奇·亞佐夫       | 2020年2月25日（95歲）  | 最後一位蘇聯元帥。 | 1990年4月28日  |
| 海爾穆·柯爾                        | 2017年6月16日（87歲）  | 最後一位西德總理。 | 1990年10月3日  |
| 奧列格·德米特里耶維奇·巴克拉諾夫   | 2021年7月28日（89歲）  | 最後一位國家緊急狀態委員會(GKChP)的成員。                                                                                            | 1991年8月21日  |
| 斯坦尼斯拉夫·古連科                | 2013年4月14日（76歲）  | Last First Secretary of the Communist Party of the Ukrainian SSR                                                                     | 1991年9月1日   |
| 瓦季姆·維克托羅維奇·巴卡京         | 在世(87歲)             | 最後一位蘇聯國家安全委員會主席。 | 1991年11月16日 |
| 米蘭·庫昌                          | 在世(84歲)             | 最後一位斯洛維尼亞社會主義共和國的總統。                                                                                             | 1991年12月23日 |
| 德尼·薩蘇-恩格索                   | 在世(81歲)             | 最後一位剛果人民共和國的總統。 | 1992年3月25日  |
| 瓦茨拉夫·哈維爾                    | 2011年12月18日（75歲） | 最後一位捷克斯洛伐克總統。 | 1992年12月31日 |
| Cornelius Botha                    | 2014年2月6日（81歲）   | 納塔爾省的最後一位行政人員。 | 1994年4月27日  |
| 弗雷德里克·威廉·戴克拉克           | 2021年11月11日（85歲） | 在南非種族隔離政府中最後一位州長。                                                                                                   | 1994年3月10日  |
| 哈里斯·西拉伊季奇                  | 在世(79歲)             | 最後一位波士尼亞與赫塞哥維納共和國總理。                                                                                             | 1997年1月7日   |
| George D. Grundy Jr.               | 1998年5月19日（99歲）  | 最後一位Early Birds of Aviation成員。                                                                                                | 1998年3月19日  |
| Try Sutrisno                       | 在世(89歲)             | 新秩序期間的最後一位副總統。 | 1998年3月21日  |
| 馬里奧·維加斯·卡拉斯卡朗           | 2017年5月19日（80歲）  | 最後一位東帝汶省的省長。 | 1999年10月25日 |

## 2000年–現在
| 姓名          | 去世                | 描述                           | 發生日期       |
| ------------- | ------------------- | ------------------------------ | -------------- |
| 季炳雄        | 在世(65歲)          | 最後一位香港犯罪組織成員。     | 2003年12月24日 |
| 賈南德拉      | 在世(77歲)          | 最後一位尼泊爾國王。           | 2008年5月28日  |
| Ruth Klein    | 2012年8月14日(80歲) | 最後一位萬能藥協會成員。       | 2012年8月14日  |
| 巴沙爾·阿薩德 | 在世(59歲)          | 最後一位阿拉伯復興社會黨總統。 | 2024年12月8日  |